# 亭卫公路
亭卫公路是中華人民共和國上海市金山區的一條南北走向道路，北與大亭公路、亭楓公路和車亭公路相交，南與浦衛公路、金山大道和亭衛南路相交。道路全長21.6公里。途徑亭林鎮、朱行鎮、漕泾鎮、山陽鎮和金山衛。由於道路位於上海石化附近，該公司也參與投資3000餘萬元。道路於1990年10月14日正式通車。

## 主要交会道路（北向南）
- 大亭公路/亭枫公路接车亭公路（ 320国道）
- 南亭公路（ 325省道）
- 上海绕城高速
- 金山工业区大道
- 漕廊公路
- 沈海高速、 沪金高速
- 龙航路
- 浦卫公路/金山大道（ 223省道）接亭卫南路